# Thryptocerus
Thryptocerus is een geslacht van kevers uit de familie van de loopkevers (Carabidae). De wetenschappelijke naam van het geslacht is voor het eerst geldig gepubliceerd in 1878 door Chaudoir.

## Soorten
Het geslacht Thryptocerus omvat de volgende soorten:
- Thryptocerus agaboides (Fairmaire, 1868)
- Thryptocerus anthracinus (Brancsik, 1893)
- Thryptocerus ebeninus Basilewsky, 1943
- Thryptocerus perrieri Jeannel, 1949
- Thryptocerus politus Chaudoir, 1878